# Pavel L'vovič Lobko
Pavel L'vovič Lobko, (in russo  Павел Львович Лобко?, Pavel L'vovič Lobko) (San Pietroburgo, 1º giugno 1838 – San Pietroburgo, 25 novembre 1905), è stato un generale russo.

## Carriera
Figlio del generale Lev Lobko (1806-1869), il 16 giugno 1856 si arruolò nell'esercito come guardiamarina. Nel 1867 fino al 1881 prestò servizio nel Ministero della Guerra, prima come assistente poi come impiegato.
Nell'aprile 1871 venne promosso a colonnello. Allo scoppio della Guerra russo-turca (1877-1878), accompagnò il ministro della guerra Dmitrij Alekseevič Milutin durante la visita dell'imperatore Alessandro II nei Balcani.
Nel 1878 venne promosso a maggiore generale. Il 18 agosto 1881 venne nominato Vice Capo di Stato Maggiore.
Il 4 gennaio 1884 è stato nominato Capo di Stato Maggiore. Nel 1887 divenne aiutante generale dello zarevic Nicola. Nel 1889 venne promosso a tenente generale. Il 1º gennaio 1898 è stato nominato membro del Consiglio di Stato.
Il 9 aprile 1900 venne promosso a generale di fanteria. Tra il 1901 e il 1904 compì viaggi in tutta la Russia per controllare personalmente il lavoro del personale e per l'attuazione dei regolamenti nelle diverse province del Paese.

## Morte
Con l'inizio degli eventi della rivoluzione del 1905, Lobko rimase un fedele conservatore. Morì il 25 novembre 1905. Fu sepolto a San Pietroburgo, nel Cimitero di San Nicola.